# Зимняя акустика. Снежные сны
«Зимняя акустика. Снежные сны» — концертный альбом российской рок-группы «Чайф», записанный 4 марта 2011 года на концерте в БКЗ «Октябрьский» (Санкт-Петербург), выпущенный в 2011 году лейблом «Мистерия Рекордс» на двух аудио-CD.

## Список композиций
Музыка и слова всех песен — Владимир Шахрин, кроме «Не спи, Серёга» (музыка и текст — Александр Сычёв) и «Ангел» (музыка — В. Шахрин, текст — Вячеслав Двинин и В. Шахрин).
| №   | Название                     | Длительность |
| --- | ---------------------------- | ------------ |
| 1.  | «Волна простоты»             | 4:06         |
| 2.  | «Твои сны»                   | 3:49         |
| 3.  | «Вперёд»                     | 3:46         |
| 4.  | «Мне не хватает»             | 3:40         |
| 5.  | «Давай вернёмся (Про бухло)» | 6:28         |
| 6.  | «Матаня (Среднеуральская)»   | 3:34         |
| 7.  | «Я тебя не нашёл (Уже)»      | 4:10         |
| 8.  | «Завяжи мне глаза»           | 2:55         |
| 9.  | «Моя квартира»               | 5:32         |
| 10. | «Любовь пришла»              | 3:01         |
| 11. | «Кто-то хитрый»              | 3:27         |
| 12. | «Не спи, Серёга»             | 3:54         |

| №   | Название                   | Длительность |
| --- | -------------------------- | ------------ |
| 1.  | «Высота»                   | 3:46         |
| 2.  | «Секрет»                   | 5:31         |
| 3.  | «Время не ждёт»            | 4:56         |
| 4.  | «Никто не услышит (Ой-йо)» | 5:20         |
| 5.  | «Уезжаю»                   | 3:54         |
| 6.  | «Ангел»                    | 3:53         |
| 7.  | «Аргентина — Ямайка 5:0»   | 5:19         |
| 8.  | «Шаляй-Валяй»              | 4:09         |
| 9.  | «Внеплановый концерт»      | 7:16         |
| 10. | «Рок-н-ролл этой ночи»     | 3:40         |
| 11. | «17 лет»                   | 4:38         |
| 12. | «Не спеши»                 | 4:42         |
| 13. | «Оранжевое настроение»     | 6:04         |
| 14. | «Поплачь о нём»            | 7:15         |

## Участники записи
- Владимир Шахрин — вокал, акустическая гитара, гитара, губная гармоника
- Владимир Бегунов — вокал, гитара, бэк-вокал
- Вячеслав Двинин — бас-гитара, бэк-вокал
- Валерий Северин — барабаны, бэк-вокал